# Batterieröhre
Eine Batterieröhre ist eine Elektronenröhre, die speziell für tragbare Geräte wie batteriebetriebene Röhrenempfänger, Sprechfunkgeräte wie das Handie-Talkie SCR-536 oder Hörgeräte entwickelt wurde. Batterieröhren besitzen im Allgemeinen eine direkt geheizte Kathode.
Batterieröhren arbeiten mit Anodenspannungen von 30 bis 135 V und Heizspannungen von 2 V oder weniger. Niederspannungsröhren für Autoradios hingegen arbeiteten mit Anodenspannungen von 6 bis 12 V, die Heizspannung lag bei 6,3 V mit üblicherweise 300 mA Stromaufnahme.

## Geschichte

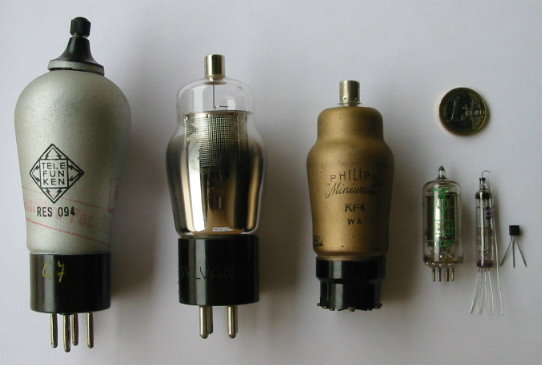
Batterieröhren RES094, 34, KF4, 1T4/DF91, 1Ж18Б, FET BF245A

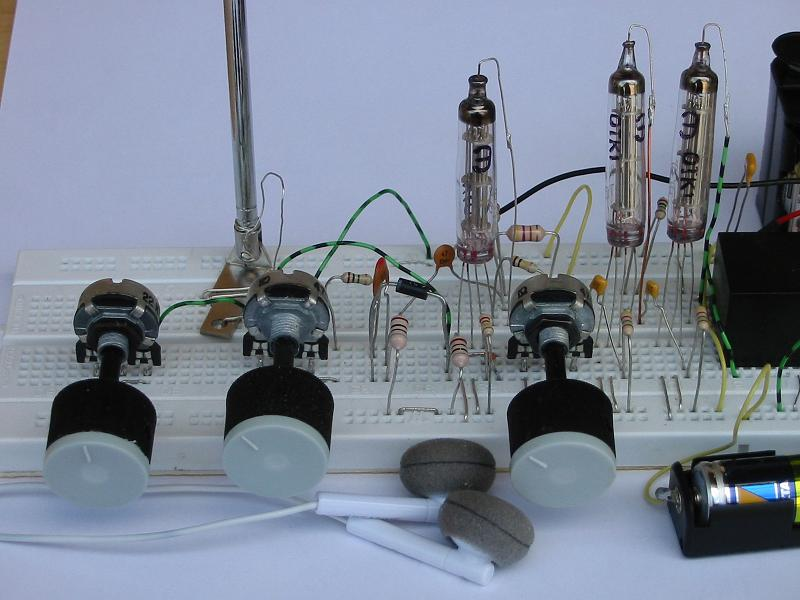
Selbstbau Kurzwellen-Audion mit drei 1Ж18Б

Die Hochvakuum-Triode Pliotron von 1913 besaß eine direkt geheizte Wolframkathode und benötigte eine Heizspannung von 4,1 V bei 1050 mA Stromaufnahme. Zu dieser Zeit war es unüblich, Empfänger aus dem (damals sogenannten) Lichtnetz zu betreiben. Die Geräte wurden mit Akkumulatoren und Batterien betrieben.
Im Laufe der Jahre wurden immer leistungsfähigere Röhrentypen mit immer geringeren Heizleistungen entwickelt. Die Triode UV201A von 1922 benötigte beispielsweise aufgrund des inzwischen eingeführten Thorium-Heizfadens eine Heizung von nur noch 5 V und 250 mA.
Ein weiterer großer Schritt war die Einführung der Oxidkathode. Die 1T4 (äquivalenter Typ in Europa: DF91) von 1940 benötigte damit lediglich 1,4 V Heizspannung bei 50 mA Stromaufnahme und besaß bereits den modernen 7-Pin-Miniatursockel. Sie wurde zum Beispiel im Handie-Talkie SCR-536 verwendet.
An der Spitze dieser Entwicklung stand die für Hörgeräte vorgesehene DF67 von 1950. Sie kam mit lediglich 0,6 V Heizspannung bei 13 mA Stromaufnahme aus.
Ab November 1954 war das Transistorradio Regency TR-1 erhältlich. Der Bipolartransistor verdrängte die Röhre bei tragbaren Geräten durch seine geringere Leistungsaufnahme, geringere Betriebsspannung, theoretisch unbegrenzte Lebensdauer und mechanische Unempfindlichkeit.
Der elektrisch ähnlichste Nachfolger der Röhre als spannungsgesteuerter Verstärker ist der Feldeffekttransistor (wie im oberen Bild ganz rechts dargestellt).

## Schaltungsdetails
Bei direkt geheizten Röhren liegt die Kathode auf Massepotential. Die automatische Gittervorspannungserzeugung ist daher nicht möglich. Die Gitterbasisschaltung mit Kathode als Eingangselektrode oder die Anodenbasisschaltung mit Kathode als Ausgang ist ebenfalls nicht möglich.
Die Heizung mit Wechselspannung ist bei direkt geheizten Röhren möglich, hat aber Nachteile und ist daher selten anzutreffen.